# Lijst van planetoïden 30401-30500
Dit is een lijst van planetoïden 30401-30500. Voor de volledige lijst zie de lijst van planetoïden.
| Naam                    | Voorlopige naamgeving | Datum ontdekking | Ontdekker    |
| ----------------------- | --------------------- | ---------------- | ------------ |
| (30401) -               | 2000 KO47             | 28 mei 2000      | LINEAR       |
| (30402) -               | 2000 KN50             | 23 mei 2000      | LONEOS       |
| (30403) -               | 2000 KR50             | 27 mei 2000      | LINEAR       |
| (30404) -               | 2000 KN51             | 31 mei 2000      | Spacewatch   |
| (30405) Yunakwon        | 2000 KE52             | 23 mei 2000      | LONEOS       |
| (30406) -               | 2000 KU54             | 27 mei 2000      | LINEAR       |
| (30407) -               | 2000 KK55             | 27 mei 2000      | LINEAR       |
| (30408) -               | 2000 KW55             | 27 mei 2000      | LINEAR       |
| (30409) -               | 2000 KY55             | 27 mei 2000      | LINEAR       |
| (30410) -               | 2000 KU56             | 27 mei 2000      | LINEAR       |
| (30411) Besse           | 2000 KP57             | 24 mei 2000      | LONEOS       |
| (30412) Anthonylagain   | 2000 KJ58             | 24 mei 2000      | LONEOS       |
| (30413) -               | 2000 KS59             | 25 mei 2000      | LONEOS       |
| (30414) -               | 2000 KC69             | 29 mei 2000      | LINEAR       |
| (30415) -               | 2000 KT74             | 27 mei 2000      | LINEAR       |
| (30416) -               | 2000 KG76             | 27 mei 2000      | LINEAR       |
| (30417) Staudt          | 2000 LF               | 1 juni 2000      | P. G. Comba  |
| (30418) Jakobsteiner    | 2000 LG               | 1 juni 2000      | P. G. Comba  |
| (30419) -               | 2000 LU               | 2 juni 2000      | J. Broughton |
| (30420) -               | 2000 LD1              | 1 juni 2000      | Črni Vrh     |
| (30421) -               | 2000 LM2              | 4 juni 2000      | LINEAR       |
| (30422) -               | 2000 LE4              | 4 juni 2000      | LINEAR       |
| (30423) -               | 2000 LG4              | 4 juni 2000      | LINEAR       |
| (30424) -               | 2000 LS4              | 5 juni 2000      | LINEAR       |
| (30425) -               | 2000 LP7              | 5 juni 2000      | LINEAR       |
| (30426) -               | 2000 LU8              | 5 juni 2000      | LINEAR       |
| (30427) -               | 2000 LX8              | 5 juni 2000      | LINEAR       |
| (30428) -               | 2000 LP11             | 4 juni 2000      | LINEAR       |
| (30429) -               | 2000 LR11             | 4 juni 2000      | LINEAR       |
| (30430) -               | 2000 LO16             | 4 juni 2000      | LINEAR       |
| (30431) -               | 2000 LR16             | 4 juni 2000      | LINEAR       |
| (30432) -               | 2000 LM20             | 8 juni 2000      | LINEAR       |
| (30433) -               | 2000 LJ21             | 8 juni 2000      | LINEAR       |
| (30434) -               | 2000 LQ21             | 8 juni 2000      | LINEAR       |
| (30435) Slyusarev       | 2000 LB29             | 9 juni 2000      | LONEOS       |
| (30436) Busemann        | 2000 LC29             | 9 juni 2000      | LONEOS       |
| (30437) -               | 2000 LE32             | 5 juni 2000      | LONEOS       |
| (30438) Yongikbyun      | 2000 LL34             | 3 juni 2000      | LONEOS       |
| (30439) Moe             | 2000 MB               | 21 juni 2000     | J. Broughton |
| (30440) Larry           | 2000 MG               | 22 juni 2000     | J. Broughton |
| (30441) Curly           | 2000 MX               | 24 juni 2000     | J. Broughton |
| (30442) -               | 2000 MO4              | 25 juni 2000     | LINEAR       |
| (30443) Stieltjes       | 2000 NR               | 3 juli 2000      | P. G. Comba  |
| (30444) Shemp           | 2000 NY1              | 5 juli 2000      | J. Broughton |
| (30445) Stirling        | 2000 NJ2              | 5 juli 2000      | P. G. Comba  |
| (30446) -               | 2000 NO2              | 3 juli 2000      | LINEAR       |
| (30447) -               | 2000 NO3              | 3 juli 2000      | LINEAR       |
| (30448) -               | 2000 NV3              | 7 juli 2000      | BATTeRS      |
| (30449) Caldas          | 2000 NH13             | 5 juli 2000      | LONEOS       |
| (30450) -               | 2000 NM20             | 6 juli 2000      | Spacewatch   |
| (30451) -               | 2000 NX23             | 5 juli 2000      | Spacewatch   |
| (30452) Callegari       | 2000 NR24             | 4 juli 2000      | LONEOS       |
| (30453) Cambioni        | 2000 NQ25             | 4 juli 2000      | LONEOS       |
| (30454) Carrillosanchez | 2000 NK26             | 4 juli 2000      | LONEOS       |
| (30455) Joelcastro      | 2000 NB27             | 4 juli 2000      | LONEOS       |
| (30456) -               | 2000 OY1              | 23 juli 2000     | LINEAR       |
| (30457) -               | 2000 OZ3              | 24 juli 2000     | LINEAR       |
| (30458) -               | 2000 OC6              | 24 juli 2000     | LINEAR       |
| (30459) -               | 2000 OK6              | 29 juli 2000     | LINEAR       |
| (30460) -               | 2000 OT6              | 29 juli 2000     | LINEAR       |
| (30461) -               | 2000 OZ9              | 23 juli 2000     | LINEAR       |
| (30462) -               | 2000 OM10             | 23 juli 2000     | LINEAR       |
| (30463) -               | 2000 OE11             | 23 juli 2000     | LINEAR       |
| (30464) -               | 2000 OH12             | 23 juli 2000     | LINEAR       |
| (30465) -               | 2000 OY13             | 23 juli 2000     | LINEAR       |
| (30466) -               | 2000 OP14             | 23 juli 2000     | LINEAR       |
| (30467) -               | 2000 OV14             | 23 juli 2000     | LINEAR       |
| (30468) -               | 2000 OW16             | 23 juli 2000     | LINEAR       |
| (30469) -               | 2000 OZ16             | 23 juli 2000     | LINEAR       |
| (30470) -               | 2000 OR19             | 30 juli 2000     | LINEAR       |
| (30471) -               | 2000 OF20             | 30 juli 2000     | LINEAR       |
| (30472) -               | 2000 OM23             | 23 juli 2000     | LINEAR       |
| (30473) -               | 2000 OP23             | 23 juli 2000     | LINEAR       |
| (30474) -               | 2000 OE26             | 23 juli 2000     | LINEAR       |
| (30475) -               | 2000 OA32             | 30 juli 2000     | LINEAR       |
| (30476) -               | 2000 OY34             | 30 juli 2000     | LINEAR       |
| (30477) -               | 2000 OM36             | 30 juli 2000     | LINEAR       |
| (30478) -               | 2000 OQ37             | 30 juli 2000     | LINEAR       |
| (30479) -               | 2000 OW37             | 30 juli 2000     | LINEAR       |
| (30480) -               | 2000 OH40             | 30 juli 2000     | LINEAR       |
| (30481) -               | 2000 OX40             | 30 juli 2000     | LINEAR       |
| (30482) -               | 2000 OG45             | 30 juli 2000     | LINEAR       |
| (30483) Harringtonpinto | 2000 OG52             | 24 juli 2000     | LONEOS       |
| (30484) -               | 2000 PD6              | 5 augustus 2000  | NEAT         |
| (30485) -               | 2000 PK16             | 1 augustus 2000  | LINEAR       |
| (30486) -               | 2000 PE23             | 2 augustus 2000  | LINEAR       |
| (30487) -               | 2000 QG10             | 24 augustus 2000 | LINEAR       |
| (30488) -               | 2000 QJ11             | 24 augustus 2000 | LINEAR       |
| (30489) -               | 2000 QL32             | 26 augustus 2000 | LINEAR       |
| (30490) -               | 2000 QP33             | 26 augustus 2000 | LINEAR       |
| (30491) -               | 2000 QJ38             | 24 augustus 2000 | LINEAR       |
| (30492) -               | 2000 QQ40             | 24 augustus 2000 | LINEAR       |
| (30493) -               | 2000 QM48             | 24 augustus 2000 | LINEAR       |
| (30494) -               | 2000 QD67             | 28 augustus 2000 | LINEAR       |
| (30495) -               | 2000 QZ72             | 24 augustus 2000 | LINEAR       |
| (30496) -               | 2000 QN80             | 24 augustus 2000 | LINEAR       |
| (30497) -               | 2000 QH97             | 28 augustus 2000 | LINEAR       |
| (30498) -               | 2000 QK100            | 28 augustus 2000 | LINEAR       |
| (30499) -               | 2000 QE169            | 31 augustus 2000 | LINEAR       |
| (30500) -               | 2000 QC193            | 29 augustus 2000 | LINEAR       |